# ابتکار صلح عربی
ابتکار صلح عربی ( عربی: مبادرة السلام العربية؛ عبری: יוזמת השלום הערבית‎) که به ابتکار عربستان (عربی: مبادرة السعودية؛ عبری: היוזמה הסעודית‎) نیز معروف است یک پیشنهاد ۱۰ جمله‌ای برای پایان دادن به درگیری اسرائیل و اعراب است که توسط اتحادیه عرب در سال ۲۰۰۲ در اجلاس سران بیروت تایید شد و در اجلاس ۲۰۰۷ و ۲۰۱۷ اتحادیه عرب مجددا تایید شد.  این ابتکار صلح پیشنهاد می‌کند که در ازای عقب‌نشینی کامل اسرائیل از سرزمین‌های اشغالی (شامل کرانه باختری، غزه، بلندی‌های جولان و لبنان) و با امکان مبادله اراضی بین اسرائیل و فلسطین عادی‌سازی روابط جهان عرب با اسرائیل صورت گیرد. این طرح مبادله اراضی بین اسرائیل و فلسطین، «حل و فصل عادلانه» مشکل آوارگان فلسطینی بر اساس قطعنامه ۱۹۴ سازمان ملل و تأسیس یک کشور فلسطینی با پایتختی اورشلیم شرقی را در بر می‌گیرد. یک روز پیش از انتشار این طرح کشتار روز پسح به دست حماس در ۲۷ مارس ۲۰۰۲ رخ داد که این طرح را تحت تاثیر قرار داد. 
از سوی دیگر تشکیلات خودگردان فلسطین به رهبری یاسر عرفات بی‌درنگ این طرح را پذیرفت.  جانشین او محمود عباس نیز از این طرح حمایت کرد و رسماً از رئیس‌جمهور وقت آمریکا باراک اوباما خواست تا آن را به عنوان بخشی از سیاست خاورمیانه‌ای خود در برگیرد.  گزارش‌های اولیه نشان از آن داشت که حزب اسلام‌گرای حماس‌ و دولت منتخب نوار غزه دچار اختلاف شده است،  در حالی که گزارش‌های بعدی نشان می‌دهد که حماس نیز طرح صلح را پذیرفته بود. دولت اسرائیل تحت رهبری آریل شارون این ابتکار را به عنوان طرحی که حتی آغاز گفتگو را فراهم نمی‌کند رد کرد  زیرا اسرائیل را ملزم به عقب‌نشینی به مرزهای قبل از ژوئن ۱۹۶۷ می‌کرد.  در سال ۲۰۱۵ بنیامین نتانیاهو نخست‌وزیر اسرائیل، اعلام کرد که درباره حمایت خود از این طرح مردد است،  اما در سال ۲۰۱۸، آن را به عنوان مبنایی برای مذاکرات آتی با فلسطینیان نپذیرفت و رد کرد. 

## طرح

### پیش درآمد اجلاس بیروت ۲۰۰۲
اجلاس سران اتحادیه عرب که پس از جنگ شش روزه برگزار شد و طی آن اسرائیل بخش‌های وسیعی از سرزمین‌های عربی را اشغال کرد که قطعنامه خارطوم در اول سپتامبر ۱۹۶۷ مشخص کرده بود که شامل «سه نه» بود که قرار بود پس از آن نقطه مرکز تمام روابط اسرائیل و اعراب باشد: بدون توافق صلح، بدون به رسمیت شناختن دیپلماتیک، و بدون مذاکره. قطعنامه ۲۴۲ شورای امنیت سازمان ملل متحد که خواستار عادی‌سازی اسرائیل با کشورهای عربی و عقب‌نشینی اسرائیل از سرزمین‌های اشغال‌شده در جریان جنگ بود، در ۲۲ نوامبر ۱۹۶۷ تصویب شد و با رد اولیه اکثر کشورهای عربی برابر شد. ابتکار صلح یک تغییر عمده از موضع سال ۱۹۶۷ بود. 
مانند بیشتر طرح‌های صلح که پس از سال ۱۹۶۷ ارائه شدند این طرح نیز بر اساس قطعنامه ۲۴۲ شورای امنیت سازمان ملل متحد صادر شده بود. پس از اجلاس صلح خاورمیانه در جولای ۲۰۰۰ در کمپ دیوید که با شکست پایان یافت و انتفاضه دوم در سپتامبر ۲۰۰۰ آغاز شد. دولت بوش در پاییز ۲۰۰۲ به شدت تلاش کرد تا در دوران انتفاضه آتش‌بس موقت برپا کند تا فرصتی برای نشست بیروت فراهم کند. اما نتوانست به توافق دست یابد.  با این حال، حضور آنتونی زینی، مذاکره‌کننده آمریکایی در اسرائیل به آرامش در درگیری‌ها در دو هفته پیش از نشست سران انجامید.  در این دوره، دولت بوش امیدوار بود که توجه را از بحران خلع سلاح عراق که بعدا به حمله سال ۲۰۰۳ به عراق تبدیل شد، جلب کند.  
برخی از خبرنگاران در مورد چشم‌انداز این اجلاس تردید داشتند. رابرت فیسک غیبت حسنی مبارک از مصر و ملک عبدالله پادشاه اردن را این چنین توضیح داد: «آنها می‌توانند بوی یک موش مرده را از راه دور حس کنند.» 
در ۱۴ مارس، شای فلدمن در ساعت خبری پی‌بی‌اس با جیم لرر بیان کرد که «امید کمی وجود دارد که مذاکرات آغاز شود یا مذاکرات در نهایت در به دست آوردن یک نتیجه مذاکره بین دو طرف موفق شود.»  با این حال، توماس فریدمن، ستون‌نویس برنده جایزه پولیتزر در فوریه ۲۰۰۲ با ولیعهد عربستان سعودی ملاقات کرد و او را تشویق کرد که پیشنهاد صلح را ارائه دهد. 

### اجلاس ۲۰۰۲

#### اعلامیه
تنها ده نفر از ۲۲ رهبر دعوت‌شده به اجلاس سران اتحادیه عرب در ۲۷ مارس در بیروت لبنان شرکت کردند.  افرادی که شرکت نکردند کسانی مانند یاسر عرفات رئیس تشکیلات خودگردان فلسطین، حسنی مبارک رئیس جمهور مصر و ملک عبدالله پادشاه اردن در آن شرکت نکردند.  علیرغم فشارهای آمریکا و اروپا دولت آریل شارون به عرفات گفته بود که در صورت رفتن به اجلاس اجازه بازگشت نخواهد داشت.  عدم مشارکت باعث شد، تیم پالمر، گزارشگر شرکت پخش استرالیایی، این اجلاس را «عقیم» بخواند. 

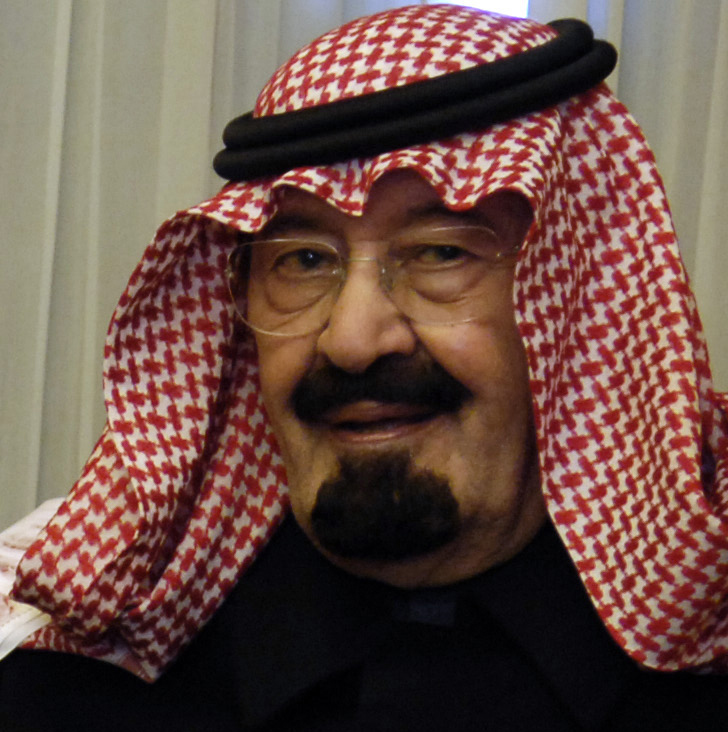
عبدالله و دیگر اعضای خاندان سلطنتی سعودی صریحاً از این طرح حمایت کردند.

اعضای اتحادیه عرب طرح صلح را در ۲۷ مارس به اتفاق آرا  تایید کردند. این طرح یک پیشنهاد جامع برای پایان دادن به کل درگیری اعراب و اسرائیل را در بر می‌گرفت.  در بخش مربوط به این موضوع این طور آمده است:
(الف) عقب‌نشینی کامل از سرزمین‌های اشغالی عربی، شامل بلندی‌های جولان سوریه، تا خط ۴ ژوئن ۱۹۶۷ و سرزمین‌های هنوز اشغال‌شده در جنوب لبنان؛ (ب) دستیابی به یک راه‌حل عادلانه برای مشکل پناهندگان فلسطینی که مطابق با قطعنامه شماره ۱۹۴ مجمع عمومی سازمان ملل متحد توافق شود؛ (پ) پذیرش ایجاد یک دولت مستقل و دارای حاکمیت فلسطینی در سرزمین‌های اشغال‌شده از ۴ ژوئن ۱۹۶۷ در کرانه باختری و نوار غزه با قدس شرقی به عنوان پایتخت آن.

در مقابل، کشورهای عربی اقدامات زیر را انجام خواهند داد: (الف) پایان دادن به درگیری عربی-اسرائیلی، امضای یک توافق‌نامه صلح با اسرائیل و تحقق صلح برای تمامی کشورهای منطقه؛ (ب) برقراری روابط عادی با اسرائیل در چارچوب این صلح جامع. 
عبدالله ولیعهد عربستان سعودی در روز تصویب این طرح در سخنرانی خود در اتحادیه عرب گفت:
با وجود تمام آنچه اتفاق افتاده و آنچه ممکن است در آینده رخ دهد، مسئله اصلی در قلب و ذهن هر فرد در امت عربی اسلامی ما، بازگرداندن حقوق مشروع در فلسطین، سوریه و لبنان است... ما به برداشتن سلاح برای دفاع از خود و جلوگیری از تجاوز ایمان داریم. اما همچنین به صلح زمانی که بر پایه عدالت و انصاف است و به درگیری پایان می‌دهد، ایمان داریم. تنها در چارچوب یک صلح واقعی است که روابط عادی میان مردم منطقه شکوفا می‌شود و به منطقه اجازه می‌دهد که به جای جنگ، به توسعه بپردازد. با توجه به موارد فوق و با پشتیبانی شما و یاری خداوند متعال، پیشنهاد می‌دهم که اجلاس سران عرب ابتکار عملی واضح و یکپارچه را به شورای امنیت سازمان ملل ارائه دهد که بر دو مسئله اساسی استوار باشد: روابط عادی و امنیت برای اسرائیل در مقابل عقب‌نشینی کامل از تمام سرزمین‌های اشغالی عربی، به رسمیت شناختن یک دولت مستقل فلسطینی با قدس شریف به عنوان پایتخت آن، و بازگشت پناهندگان. 
این ابتکار به قطعنامه ۱۹۴ مجمع عمومی سازمان ملل اشاره دارد که بر بازگشت آوارگان فلسطینی به اسرائیل تاکید دارد.   در یک عبارت مصالحه‌ای، بیان می‌کند که اتحادیه از هرگونه حل و فصل مذاکره بین اسرائیل و فلسطینی ها حمایت می کند و اصطلاح «حق بازگشت» را ذکر نمی‌کند.  

#### مقاومت در برابر قله
اگرچه این ابتکار به اتفاق آرا به تصویب رسید، اما بحث‌هایی در مورد برخی مسائل وجود داشت. رهبران اجلاس با مخالفت شدید دولت سوریه مواجه شدند که اصرار داشت به فلسطینیان اجازه دهد تا مقاومت مسلحانه را دنبال کنند.  این سازمان همچنین با استفاده از اصطلاح «عادی‌سازی» مخالفت کرد و تاکید کرد که چنین پیشنهادی برای اسرائیل بیش از حد سخاوتمندانه است و اسرائیل لایق چنین چیزی نیست.  از سوی دیگر دولت لبنان ابراز نگرانی کرد که برخی از پناهندگان فلسطینی تلاش خواهند کرد که در همان لبنان باقی بمانند و این چیزی است که لبنان به شدت با آن مخالف است. 

#### کشتار عید فصح

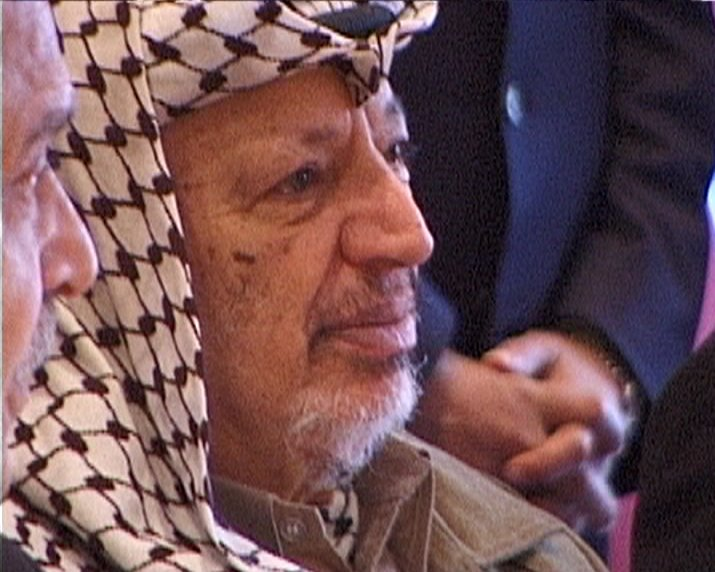
علیرغم حمایت وی از این طرح، مقامات اسرائیلی عرفات را به دلیل ناتوانی در توقف خشونت انتفاضه دوم در طول نشست سرزنش کردند.

یک بمب‌گذار انتحاری ۳۰ اسرائیلی را در نتانیا در همان روز آغاز به کار این ابتکار کشت.   حماس مسئولیت این حمله را بر عهده گرفت و شیخ احمد یاسین رهبر حماس گفت که این حمله «پیامی به نشست سران کشورهای عربی فرستاد تا تأیید کند که مردم فلسطین به مبارزه برای سرزمین و دفاع از خود بدون توجه به اقدامات دشمن ادامه می‌دهد.»  اتحادیه عرب گفت که فکر نمی‌کند عاملان این بمب‌گذاری آن را برای منحرف‌کردن نشست بیروت برنامه‌ریزی کرده باشند. 
تشکیلات خودگردان فلسطین این حمله را محکوم کرد. عرفات دستور دستگیری شبه‌نظامیان مرتبط با حماس، جهاد اسلامی و گردان‌های شهدای الاقصی را شخصا صادر کرد.  علیرغم این موضوع آریل شارون عرفات را نیز مسئول این حمله دانست. 
سخنگوی دولت اسراییل گفت: «هیچ مذاکره‌ای زیر آتش‌باران انجام شدنی نیست».  یکی دیگر از سخنگویان دولت رانان گیسین گفت که اسرائیل به پیگیری آتش‌بس ادامه خواهد داد. اما احساس کنیم تمام گزینه‌ها برای دستیابی به چنین آتش‌بسی از دست رفته است، که در این صورت البته تمام اقدامات لازم را برای دفاع از شهروندان خود را انجام خواهیم داد.» 
کشتار روز پسح و همچنین عملیات دیوار دفاعی به تشدید انتفاضه دوم انجامید و به تزلزل این طرح کمک کرد.   این خشونت‌ها سبب شد شورای امنیت سازمان ملل متحد در ۳۰ مارس قطعنامه ۱۴۰۲ شورای امنیت را به اتفاق آرا صادر کند که در آن همه طرف‌ها انتقاد شده بود: 
ابراز نگرانی شدید از وخامت بیشتر اوضاع، از جمله بمب‌گذاری‌های انتحاری اخیر در اسرائیل و حمله نظامی علیه مقر رئیس تشکیلات خودگردان فلسطین،

از هر دو طرف می‌خواهد فوراً به یک آتش‌بس معنادار برسند؛ خواستار خروج نیروهای اسرائیلی از شهرهای فلسطینی، از جمله رام‌الله، می‌شود؛ و از طرفین می‌خواهد که به طور کامل با فرستاده ویژه، زینی، و دیگران همکاری کنند تا طرح کاری امنیتی تنیت را به عنوان نخستین گام به سوی اجرای توصیه‌های کمیته میچل پیاده‌سازی کنند، با هدف از سرگیری مذاکرات برای یک حل و فصل سیاسی. 

### پذیرش مجدد در نشست سال ۲۰۰۷ ریاض
به استثنای لیبی، همه رهبران ۲۲ کشور عضو اتحادیه عرب از ۲۸ مارس تا ۲۹ مارس ۲۰۰۷ در اجلاس دو روزه سران در ریاض پایتخت عربستان سعودی شرکت کردند  این طرح توسط تمامی اعضا به استثنای نماینده حماس که در آن زمان اسماعیل هنیه و نخست وزیر وقت تشکیلات خودگردان فلسطین بود تایید شد. وی به طرح رای ممتنع داد.  در مقابل محمود عباس رئیس تشکیلات خودگردان فلسطین به طرح رای مثبت داد.  خود ابتکار در طول تصویب مجدد بدون تغییر باقی ماند.  تا آستانه اجلاس اعضا حاضر به بررسی تغییر بخشی از آن نشده بودند.  عمرو موسی، رئیس اتحادیه عرب، گفت که درگیری اسرائیل و فلسطین بر سر دوراهی قرار دارد که "یا به سمت صلح واقعی حرکت می‌کنیم یا شاهد تشدید اوضاع هستیم". 
ملک عبدالله در جریان این اجلاس، اشغال عراق توسط ایالات متحده را محکوم کرد. سخنان او ممکن است در پاسخ به سخنان کاندولیزا رایس وزیر امور خارجه ایالات متحده باشد که از جهان عرب خواسته بود تا «آغازکننده تماس با اسرائیل» باشند.  وی همچنین خواستار این شده بود که رژیم صهیونیستی محاصره غزه را پایان دهد و گفت: «باید هر چه سریعتر به محاصره ناعادلانه تحمیل‌شده بر مردم فلسطین پایان داده شود تا روند صلح در فضایی به دور از ستم و زور حرکت کند. دولت‌های آمریکا و اسرائیل پیش از آغاز اجلاس به شدت به کشورهای عربی فشار می‌آوردند تا حمایت خود از حماس را قطع کنند. 
بان کی‌مون دبیرکل سازمان ملل متحد در این اجلاس شرکت کرد و گفت: «ابتکار صلح اعراب یکی از ارکان روند صلح است... [این] سیگنالی می‌فرستد که اعراب برای دستیابی به صلح جدی هستند.»  رهبر سیاست خارجی اتحادیه اروپا خاویر سولانا روند کار را مشاهده کرد و حمایت اتحادیه اروپا از این تصمیم را ابراز کرد و گفت که «ناتوانی در مقابله با چالش‌های امروز خاورمیانه را در خطر از دست دادن قطار توسعه انسانی و اقتصادی قرار خواهد داد.»  وی همچنین تاکید کرد که این ابتکار به عنوان یک پیشنهاد برای مذاکرات بیشتر به جای اولتیماتوم «آن را بگیر یا بگذار» برای هر دو طرف عمل کرد. 
صائب عریقات، رئیس مذاکرات در سازمان آزادی‌بخش فلسطین از پذیرش هر چیزی غیر از پیش نویس اجلاس سران خودداری کرد و هرگونه مذاکره‌ای را که بتواند آن را تغییر دهد رد کرد.  در مقابل سعود الفیصل وزیر امور خارجه عربستان گفت که اعضا باید «به تحولات جدید توجه داشته باشند که مستلزم اضافات و پیشرفت در هر چیزی است که ارائه می‌شود» 

### پیاده‌سازی
این طرح خواستار ایجاد یک کمیته ویژه متشکل از بخشی از کشورهای عضو مرتبط با اتحادیه عرب و دبیرکل اتحادیه عرب برای پیگیری تماس های لازم برای جلب حمایت از این طرح در همه سطوح، به ویژه از سوی ایالات متحده آمریکا، سازمان ملل متحد، شورای امنیت سازمان ملل متحد، ایالات متحده آمریکا، فدراسیون روسیه، کشورهای مسلمان و اتحادیه اروپا. این کمیسیون ویژه همچنین هیئت‌هایی از مصر و اردن را به نمایندگان جهان عرب در برداشت. 

## واکنش‌ها

### واکنش‌های آمریکا
در ابتدا این ابتکار با حمایت مشتاقانه دولت بوش مواجه شد. به گفته آری فلیشر سخنگوی بوش «رئیس‌جمهور از ایده‌های ولیعهد در مورد عادی‌سازی کامل اعراب و اسرائیل پس از دستیابی به توافقنامه صلح جامع ستایش کرد.»  اگرچه رئیس جمهور بعداً تأکید کرد که این امر تنها با توقف حملات تروریستی علیه اسرائیل قابل اجرا است.
جانشین او باراک اوباما از ابتکار در اولین روزهای ریاست جمهوری خود، با روحیه، اما نه از جزئیات آن حمایت کرد. وی در مصاحبه‌ای با شبکه العربیه در ۲۷ ژانویه ۲۰۰۹ گفت:
به پیشنهاد ملک عبدالله عربستان سعودی نگاهی بیندازید. ممکن است با تمام جنبه‌های این پیشنهاد موافق نباشم، اما این که او جرأت کرد چیزی به این مهمی را مطرح کند، نشان از شجاعت بزرگی دارد. فکر می‌کنم که در سراسر منطقه ایده‌هایی وجود دارد که چگونه می‌توانیم به دنبال صلح باشیم.
جورج میچل ، فرستاده ویژه ایالات متحده در آن زمان در خاورمیانه، در مارس ۲۰۰۹ اعلام کرد که دولت پرزیدنت باراک اوباما قصد دارد این ابتکار عمل را در سیاست خاورمیانه ای خود «ادغام» کند. 

### واکنش‌های اسرائیل
مقامات اسرائیلی پاسخ های مختلفی از مثبت، خنثی و منفی داده‌اند.   هنگامی که این طرح در سال ۲۰۰۲ منتشر شد، دولت اسرائیل این طرح را رد کرد،  به این دلیل که منجر به بازگشت تعداد زیادی از پناهندگان فلسطینی به اسرائیل می‌شود.  اسراییل در مورد مسائل «خط قرمز» اظهار داشت که در مورد آنها مصالحه نخواهد کرد. 
بی‌بی‌سی نیوز اعلام کرد که پذیرش مجدد در سال ۲۰۰۷ نسبت به ابتکار اولیه ۲۰۰۲ واکنش حمایتی‌تری را از سوی دولت به همراه داشت، که در نهایت پس از اولین پیشنهاد، "رد شد... بلافاصله".  شیمون پرز در دیدار با رهبران عرب در مجمع جهانی اقتصاد در اردن در ماه مه ۲۰۰۷ گفت که دولت او پیشنهاد متقابلی را ارائه خواهد کرد.  سخنگوی وزارت خارجه اسرائیل گفت: اسرائیل هیچ علاقه‌ای به رکود ندارد و متأسفانه اگر ابتکار اعراب آن را بپذیرد یا آن را ترک کند، دستور رکود خواهد بود.  در اکتبر ۲۰۰۸، گزارش شد که دولت اسرائیل در حال بررسی پیشنهاد سعودی است و ایهود باراک، وزیر دفاع، مجدداً پیشنهاد متقابلی را پیشنهاد کرد.  اما تاکنون هیچ دولت اسرائیل هیچ پیشنهاد متقابل رسمی ارائه نکرده است. 
از نظر افکار عمومی گروه تحقیقاتی آکسفورد گزارش کرده است که نگرش‌ها بین کسانی که هرگز درباره آن نشنیده‌اند و کسانی که حتی یک کلمه از آن را باور ندارند متفاوت است. یک نظرسنجی در نوامبر تا دسامبر ۲۰۰۸ توسط مرکز فلسطینی تحقیقات سیاست و بررسی در رام‌الله و موسسه تحقیقاتی هری‌اس‌ترومن برای پیشبرد صلح در اورشلیم نشان داد که تنها ۳۶ درصد از اسرائیلی‌ها از این طرح حمایت می‌کنند.  نظرسنجی انگوس رید گلوبال مانیتور در ژوئن ۲۰۰۸ نشان داد که حدود ۶۷ درصد از فلسطینی‌ها و ۳۹ درصد از اسرائیلی‌ها از آن حمایت می‌کنند. 

#### بنیامین نتانیاهو

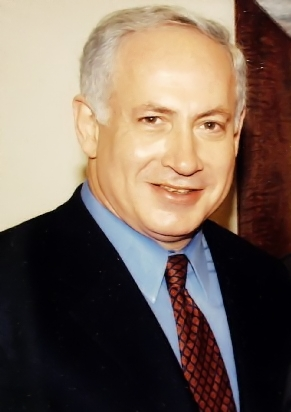
بنیامین نتانیاهو ، نخست وزیر اسرائیل معتقد است "ایده کلی - تلاش برای رسیدن به تفاهم با کشورهای پیشرو عربی - ایده خوبی است" و همچنین خاطرنشان کرد که "وضعیت در خاورمیانه از زمانی که برای اولین بار پیشنهاد شد تغییر کرده است."

در سال ۲۰۰۷ بنیامین نتانیاهو که در سال ۲۰۰۹ برای دومین بار نخست وزیر اسرائیل شد، این طرح را رد کرد.  وی به وزرای خارجه کشورهای عربی گفت: «خروج دو سال پیش از غزه ثابت کرد که هرگونه عقب نشینی اسرائیل – به ویژه یک جانبه – باعث پیشبرد صلح نمی شود، بلکه پایگاهی برای ترور برای اسلام رادیکال ایجاد می کند».  در سال ۲۰۱۵ او توضیح داد: "این [ابتکار] جنبه های مثبت و جنبه های منفی دارد." وی ضمن اشاره به اینکه وضعیت در ۱۳ سال پس از پیشنهاد توافق تغییر کرده است، تاکید کرد که "ایده کلی - تلاش و تفاهم با کشورهای پیشرو عربی - ایده خوبی است."  با این حال، او با درخواست‌های ابتکار مبنی بر عقب‌نشینی اسرائیل از بلندی‌های جولان و بازگرداندن آوارگان فلسطینی مخالفت کرد. 
در سال ۲۰۱۸، نتانیاهو طرح صلح عربی را به عنوان مبنایی برای مذاکره با فلسطینی ها رد کرد. 

#### شیمون پرز
در ۲۸ مارس ۲۰۰۲ وزیر امور خارجه وقت شیمون پرز گفت:
اسرائیل هر ابتکاری را که با هدف رسیدن به صلح و عادی‌سازی روابط باشد، مثبت ارزیابی می‌کند. از این نظر، گام سعودی یک اقدام مهم است، اما اگر تروریسم متوقف نشود، ممکن است به شکست بینجامد. البته، نمی‌توانیم جنبه‌های مشکل‌سازی که در اجلاس بیروت مطرح شد و زبان تند و ردکننده برخی سخنرانان را نادیده بگیریم. همچنین واضح است که جزئیات هر طرح صلح باید مستقیماً بین اسرائیل و فلسطینیان مورد بحث قرار گیرد، و برای اینکه این امکان‌پذیر باشد، تشکیلات خودگردان فلسطین باید به تروریسم پایان دهد، که تجلی وحشتناک آن را همین دیشب در نتانیا شاهد بودیم.
در ۱۲ نوامبر ۲۰۰۸، پرز در نشست مجمع عمومی سازمان ملل در مورد گفتگوی بین ادیان، حمایت خود را از این ابتکار تکرار کرد:
ابتکار صلح عرب بیان می‌کند که: "یک راه‌حل نظامی برای این درگیری نمی‌تواند صلح را به ارمغان آورد یا امنیتی برای طرفین فراهم کند." اسرائیل با این فرضیه موافق است. در ادامه، این ابتکار می‌گوید: "یک صلح عادلانه و جامع در خاورمیانه گزینه راهبردی کشورهای عربی است." این راهبرد اسرائیل نیز هست. همچنین ادامه می‌دهد که اهداف آن عبارت‌اند از: "...پایان دادن به درگیری عربی-اسرائیلی، ورود به یک توافق صلح با اسرائیل و تأمین امنیت برای همه کشورهای منطقه. برقراری روابط عادی با اسرائیل در چارچوب یک صلح جامع. متوقف کردن خونریزی بیشتر و فراهم کردن امکان زندگی در صلح و حسن همجواری بین کشورهای عربی و اسرائیل، و فراهم کردن امنیت، ثبات و رفاه برای نسل‌های آینده." این عبارات در ابتکار صلح عرب الهام‌بخش و امیدبخش هستند – یک آغاز جدی برای پیشرفت واقعی.
در کنفرانس سیاست کمیته روابط عمومی آمریکا و اسرائیل (آیپک) در سال ۲۰۰۹، رئیس جمهور شیمون پرز از "چرخش" در نگرش کشورهای عربی نسبت به صلح با اسرائیل همانطور که در ابتکار عربستان منعکس شده است ابراز خرسندی کرد، اگرچه او اظهارات خود را با صلاحیت بیان کرد. وی گفت: "اسرائیل شریکی برای بیان این ابتکار نبوده است. بنابراین لازم نیست با هر کلمه موافقت کند."
با این وجود، اسرائیل به تغییر عمیق احترام می‌گذارد و امیدوار است که به عمل تبدیل شود. پرز افزود: من اعتماد دارم که رهبری پرزیدنت اوباما راه را برای توافق منطقه ای و مذاکرات دوجانبه معنادار هموار خواهد کرد.
«اسرائیل با دست‌های باز ایستاده است و دست‌هایش برای صلح با همه ملت‌ها، با همه کشورهای عربی، با همه مردم عرب باز است». رئیس جمهور اعلام کرد.
پرز گفت: «برای کسانی که هنوز مشت گره کرده اند، فقط یک کلمه برای گفتن دارم: بس است. جنگ بس است. ویرانی بس است. نفرت بس است. اکنون زمان تغییر است.» اسرائیل امروز آماده است تا صلح را نزدیک‌تر کند. امروز." 

#### دیگر اظهارات اسرائیل
آویگدور لیبرمن وزیر امور خارجه و معاون نخست وزیر اسرائیل در ۲۱ آوریل ۲۰۰۹ گفت که این طرح "پیشنهاد خطرناکی است، دستوری برای نابودی اسرائیل". 
زلمان شوال ، سخنگوی حزب لیکود، در مارس ۲۰۰۷ گفت که اسرائیل هرگز بازگشت آوارگانی را که در قبل از ۱۹۶۷ در خاک اسرائیل زندگی می‌کردند، نمی پذیرد و گفت: «اگر ۳۰۰.۰۰۰ تا ۴۰۰.۰۰۰، یا شاید یک میلیون، فلسطینی ها به این کشور حمله کنند، این امر باعث خواهد شد. پایان دولت اسرائیل به عنوان یک کشور یهودی... به همین دلیل ما این کشور را ایجاد نکردیم."  نخست وزیر ایهود اولمرت نیز در آن ماه اظهار داشت که "من هرگز راه حلی را نمی پذیرم که مبتنی بر بازگشت آنها به اسرائیل باشد. این یک موضوع اخلاقی در بالاترین حد است.  اما به طور کلی، اولمرت این ابتکار را یک «تغییر انقلابی» توصیف کرده است. 
ببینید، ایده سعودی دارای عناصر مثبت زیادی است، به همین دلیل ما هرگز آن را به‌طور سطحی رد نکرده‌ایم... برعکس، ما گفتیم که این پیشنهاد را تأیید می‌کنیم و وارد گفت‌وگو با سعودی‌ها یا هر کس دیگری – در واقع با تمام جهان عرب – خواهیم شد، اگر آن‌ها در مورد مسئله عادی‌سازی روابط جدی باشند. مسئله این است که زندگی در خاورمیانه به ما آموخته است که نسبت به این نوع اعلامیه‌ها بسیار بدبین و بسیار محتاط باشیم تا زمانی که واقعاً به زبان عربی بیان و عملی شوند.
یوسی آلفر ، مشاور سیاسی و نویسنده و مشاور ارشد سابق ایهود باراک، نخست وزیر اسرائیل، در نوامبر ۲۰۰۸ گفت: "این ابتکار از نظر "بازده" جامعی که به اسرائیل ارائه می‌دهد و در مورد پناهندگان، هم غیبت بی نظیر است. از هر گونه اشاره مستقیم به حق بازگشت و به رسمیت شناختن اینکه توافق اسرائیل با راه حل باید درخواست شود، نشان دهنده پیشرفت عظیمی از روزهای سال ۱۹۶۷ است. 
کارولین بی. گلیک ، روزنامه نگار آمریکایی-اسرائیلی، سردبیر روزنامه انگلیسی زبان جروزالم پست، در مارس ۲۰۰۷ گفت که "هیچ شانسی وجود ندارد که ابتکار عربستان صلح را به ارمغان آورد" و آن را "دستورالعملی برای نابودی اسرائیل" نامید.  تزیپی لیونی ، رئیس کادیما ، با توجه به مخالفت سازش ناپذیرش با بازگشت آوارگان فلسطینی ، از آن فاصله گرفته است.  در اکتبر ۲۰۰۸، یووال اشتاینیتز ، عضو کنست لیکود ، که در کمیته امور خارجه و دفاع خدمت می‌کرد، از راه اندازی مجدد ابتکار سال ۲۰۰۷ به عنوان یک اقدام غیرشروع یاد کرد و اظهارات حمایتی ایهود باراک، وزیر دفاع وقت، را "یک ژست سیاسی توخالی" خواند.  در مطالعه اخیر جاشوا تیتلباوم، برای مرکز امور عمومی اورشلیم ، او از اسرائیل می‌خواهد که این طرح را بر اساس نگرش "همه یا هیچ" رد کند و تأکید کرد که صلح واقعی با مذاکره حاصل خواهد شد. 

### واکنش‌های فلسطینی‌ها
نظرسنجی‌های مردم فلسطین حمایت زیادی از این طرح ایجاد کرده است. حمایت‌ها پس از جنگ غزه اندکی کاهش یافت. با این حال، اکثریت همچنان موافق هستند.   

#### تشکیلات خودگردان فلسطین

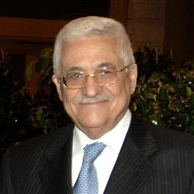
محمود عباس گفت این ابتکار می‌تواند "دریایی از صلح را ایجاد کند که از نواکشوت آغاز می‌شود و به اندونزی ختم می‌شود".

طرح صلح عربی مورد حمایت کامل محمود عباس و تشکیلات خودگردان فلسطین قرار گرفته است که حتی در ۲۰ نوامبر ۲۰۰۸ اقدام به درج آگهی در روزنامه های اسرائیلی برای تبلیغ آن کردند.  تشکیلات خودگردان فلسطین اعلامیه های تمام صفحه ای را به زبان عبری در چهار روزنامه بزرگ اسرائیلی منتشر کرد که متن ابتکار را به طور کامل بازتولید کرد و افزود: «پنجاه و هفت کشور عربی و اسلامی در ازای یک اقدام، روابط دیپلماتیک و روابط عادی با اسرائیل برقرار خواهند کرد. توافقنامه صلح کامل و پایان اشغال».  یک نظرسنجی از نوامبر تا دسامبر توسط مرکز فلسطینی برای تحقیقات سیاست و بررسی در رام الله و موسسه تحقیقاتی هری ترومن برای پیشرفت صلح در اورشلیم نشان داد که تنها 25٪ از اسرائیلی ها تبلیغات را دیده اند و فقط 14٪ واقعاً خوانده اند. آنها 
صلح اکنون ژست تشکیلات خودگردان فلسطین را با انتشار تبلیغات خود در مطبوعات فلسطین متقابلاً انجام داد.  محمود عباس پس از اجلاس سال ۲۰۰۷ گفت: «این ابتکار صرفاً به اسرائیل می‌گوید: «سرزمین‌های اشغالی را رها کنید و در دریای صلح زندگی خواهید کرد که از نواکشوت آغاز می‌شود و به اندونزی ختم می‌شود».  صائب عریقات ، مذاکره کننده فلسطینی، حمایت کامل خود را از ابتکار صلح عربی ارائه کرده و در موارد متعدد از اسرائیل خواسته است که از آن حمایت کند.  اخیراً، در بیانیه ای در 19 اکتبر ۲۰۰۸، عریقات گفت که "من فکر می‌کنم اسرائیل باید از سال ۲۰۰۲ [از ابتکار عمل] حمایت می‌کرد. این استراتژیک ترین ابتکار عملی است که از سال ۱۹۴۸ از سوی جهان عرب انجام شده است... من از آنها می‌خواهم. این ابتکار را مجدداً بررسی کنیم و با آن همراهی کنیم زیرا راه صلح را کوتاه می‌کند.» 
در آگوست و سپتامبر ۲۰۲۰، تشکیلات خودگردان فلسطین و حماس از توافق عادی سازی اسرائیل و امارات متحده عربی و توافق دیگر با بحرین انتقاد کردند و آنها را "خیانت" به آرمان فلسطین و تضعیف طرح صلح عربی توصیف کردند.  

#### حماس
این ابتکار از زمان آغاز به کار خود در سال ۲۰۰۲، سازمان را عمیقاً تقسیم کرد.  در حالی که برخی از رهبران به طور مثبت در مورد آن صحبت کرده اند،  برخی دیگر ابتکار عمل را که اردن و مصر را از خود دور کرد، نپذیرفتند.  برخی گزارش های بعدی حاکی از آن است که حماس این ابتکار عمل را پذیرفته است.   تا سال ۲۰۰۶، حماس قراردادهایی را با فتح امضا کرد که با مرزهای 1967 به عنوان مبنایی برای تشکیل کشور فلسطین موافقت می‌کرد،  و تا سال ۲۰۱۷ حماس منشور جدیدی را منتشر کرد که یک کشور فلسطینی را در مرزهای ۱۹۶۷ می‌پذیرفت. 
اسماعیل ابوشنب، سخنگوی حماس در آوریل ۲۰۰۲ به سانفرانسیسکو کرونیکل گفت که این سازمان آن را می‌پذیرد و گفت: «این برای همه گروه‌های نظامی فلسطینی رضایت‌بخش خواهد بود تا کشور ما را بسازند، در امور خود مشغول باشیم و کارهای خوبی داشته باشیم. همسایگی با اسرائیلی‌ها».  خبرنگارانی که با شنب مصاحبه کردند پرسیدند که آیا او از طرف کل سازمان حماس صحبت می‌کند و شنب پاسخ داد "بله". آنها سپس سعی کردند با دیگر رهبران حماس تماس بگیرند تا اظهارات شنب را تایید کنند، اما یا نتوانستند با آنها ارتباط برقرار کنند و یا تمایلی به اظهار نظر در مورد این موضوع نداشتند. 
یکی از شروط محمود عباس، رئیس تشکیلات خودگردان فلسطین برای تشکیل دولت ائتلاف ملی با حماس پس از انتخابات ۲۰۰۶ این بود که حماس باید این ابتکار را به رسمیت بشناسد، اما او ناموفق بود.  محمود الزهار، وزیر خارجه حماس در ژوئن ۲۰۰۶ گفت که این سازمان این ابتکار را رد می‌کند.  نخست وزیر اسماعیل هنیه در اکتبر ۲۰۰۶ گفت که "مشکل ابتکار صلح عربی این است که شامل به رسمیت شناختن کشور اسرائیل است، چیزی که دولت فلسطین آن را رد می‌کند" و آن را رد کرد.  در آن ماه، محمود الزهار به صراحت اعلام کرد: «حماس هرگز موضع خود را بدون توجه به شدت فشار تغییر نخواهد داد» و «ما هرگز ابتکار عمل عربی را به رسمیت نخواهیم شناخت».  در ژانویه ۲۰۰۷، خالد مشعل، رهبر حماس، در مصاحبه‌ای گفت که حماس از "موضع عربی" حمایت می‌کند، احتمالاً با اشاره به طرح صلح عربی. 
پس از احیای ابتکار عمل در مارس ۲۰۰۷، حماس به سیاست ابهام خود ادامه داد و بسیاری از مقامات پاسخ های متفاوتی دادند.  فوزی برهوم، سخنگوی حماس به هاآرتص گفت: "مساله "آری" یا "نه" حماس در مورد ابتکار عمل نیست. ما به تلاش های اعراب برای دستیابی به حقوق فلسطینیان احترام می‌گذاریم و در چارچوب اجماع عربی عمل خواهیم کرد. ابتکار را رد کنیم و قبل از پذیرفته شدن موضع خود را نسبت به آن تعیین نخواهیم کرد.»  منابع هاآرتص در فلسطین بیان می‌کنند که حماس می‌خواست آشکارا با این ابتکار مخالفت کند، اما این کار را نکرد زیرا نمی‌خواست از دولت عربستان سعودی جدا شود. 
در نوامبر ۲۰۰۸، دپارتمان امور مذاکرات ساف آگهی‌هایی را برای ترویج ابتکار صلح عربی در روزنامه‌های اسرائیل منتشر کرد. مشعل در پاسخ گفت: «حقوق فلسطینی ها تنها با مقاومت به دست می‌آید نه تبلیغات».  با این حال، مشعل در مصاحبه ای با جرمی بوون از بی بی سی در آوریل ۲۰۰۸، از این ابتکار حمایت کرد. 
تایم در ژانویه ۲۰۰۹ اعلام کرد که "در جهان عرب، تنها حماس و حزب الله با حمایت تهران طرح صلح اعراب را رد می‌کنند."  مفسر چپ اسرائیلی و وزیر سابق دادگستری یوسی بیلین نیز در ژانویه ۲۰۰۹ گفت که "حماس پایبندی خود را به سه "نه" خارطوم مصوب سال ۱۹۶۷، که کل جهان عرب برای پذیرش ابتکار صلح عربی آن را کنار گذاشت می‌داند. وجه تمایز اصلی آن فتح است.  خلیج تایمز در دسامبر ۲۰۰۸ سرمقاله خود را منتشر کرد که «طرح صلح عربی بهترین و عملی‌ترین راه حل برای درگیری فلسطین و اسرائیل است... حتی اگر حماس و جهاد اسلامی آمادگی پذیرش چیزی جز فلسطین اشغالی را ندارند. در دهه ۱۹۴۰، اگر این طرح توسط اسرائیل و آمریکا پذیرفته شود، اعراب احتمالاً می‌توانند اسلام‌گرایان را نیز متقاعد کنند که از آن استقبال کنند. 
در ماه مه ۲۰۱۷، حماس میثاق خود را به روز کرد و تمایل خود را برای پذیرش یک کشور فلسطینی در مرزهای ۱۹۶۷ اعلام کرد. با این حال، مواضع خود را در مورد چندین موضوع کلیدی حفظ کرد: تعهد خود به مقاومت و گزینه نظامی علیه اسرائیل برای دستیابی به کشور فلسطین را رها نکرد، بر حق بازگشت آوارگان فلسطینی ۱۹۴۸ و آواره‌های ۱۹۶۷ به تمام سرزمین‌های فلسطینی پافشاری کرد. و جهاد را گزینه ای مشروع و راهبردی برای دفاع و بازپس گیری حقوق فلسطینیان می‌دانست. 

### واکنش های اعراب
بسیاری از سیاست گذاران عرب، روسای دولت ها و مفسران از سال ۲۰۰۲ در حمایت از این ابتکار نوشته اند. ترکی الفیصل ، وزیر امور خارجه عربستان سعودی، اندکی پس از پیروزی باراک اوباما در انتخابات ۲۰۰۸ در واشنگتن پست نوشت. الفیصل اظهار داشت که "دلایلی برای خوش بین بودن وجود دارد" و "بهترین دارویی که تاکنون برای مناقشه اسرائیل و فلسطین تدوین شده است، ابتکار صلح اعراب است". او همچنین این طرح را "بهای گزافی برای صلح" از دیدگاه اعراب خواند. 
شش سال پیش، اتحادیه عرب گامی جسورانه در جهت دستیابی به صلحی جامع و پایدار در منطقه ما برداشت. در اجلاس سران اتحادیه عرب در بیروت در سال ۲۰۰۲، ۲۲ کشور به اتفاق آرا طرح ابتکار صلح عرب را تصویب کردند – سندی تاریخی که فرمولی برای پایان دادن نه تنها به مناقشه فلسطین و اسرائیل، بلکه به مناقشه گسترده‌تر و طولانی‌مدت میان اعراب و اسرائیل ارائه کرد، و برای تحقق صلح جمعی، امنیت برای همه و روابط عادی با اسرائیل. این ابتکار تجسم اردوگاه میانه‌رو در جهان عرب و گامی بزرگ در جهت پاسخ‌گویی به نیازهای هر دو طرف، عرب و اسرائیلی، بود. متأسفانه، ابتکار صلح عرب به‌طور جدی توسط دو بازیگری که حمایت و تأیید آن‌ها برای اجرای این طرح حیاتی بود، مورد توجه قرار نگرفت: نه اسرائیل و نه ایالات متحده پاسخی فراتر از اظهارات لفظی ندادند. همچنین کشورهای عربی نیز مقصرند که در توضیح این ابتکار به مردم اسرائیل، که مخاطب اصلی ما هستند، کوتاهی کردند.
علاوه بر این، شش عضو شورای همکاری خلیج فارس در ۲۰ مه طی یک نشست مشورتی که در دمام برگزار شد، حمایت خود را از این ابتکار اعلام کردند. 
آندره آزولای ، مشاور یهودی پادشاه مراکش، محمد ششم ، از طرح صلح عربی نیز حمایت کرد. در ۲۸ اکتبر ۲۰۰۸، آقای آزولای در کنفرانسی در تل آویو گفت: "من یک یهودی متعهد هستم." "من یک یهودی عرب هستم. من به پادشاه مراکش توصیه می‌کنم... جریان اصلی عرب، اسرائیل را به عنوان طرف مسئول جلوگیری از صلح می‌بیند، نه اعراب... [طرح صلح] چیزی است که اسرائیلی ها به ده امیدوار بودند. سال‌ها پیش، چه کسی ابتکار عمل را در دست خواهد گرفت و آن را توضیح خواهد داد باید دوباره صبر کرد." 
محمد رعد، رئیس بلوک حزب الله در پارلمان لبنان ، طرح صلح را محکوم کرد و گفت: «این گزینه دیگر در جهان عرب و اسلام قابل تبلیغ نیست». شیخ نعیم قاسم رهبر حزب الله نیز اظهارات مشابهی را بیان کرد. 
در ژوئن ۲۰۰۹، حسنی مبارک، رئیس جمهور مصر، بر حمایت خود از طرح صلح  تاکید کرد. وی همچنین بیان کرد که حمایت او به معنای به‌رسمیت شناختن حق موجودیت اسرائیل به عنوان یک کشور یهودی نیست زیرا که چنین چیزی به معنای چشم‌پوشی از حق بازگشت فلسطینیان است. میشل سلیمان، رئیس جمهور لبنان نیز سخنان مشابهی را گفت و از جامعه جهانی درخواست کرد تا اسرائیل را به سمت پذیرش طرح صلح سوق دهد. هر دو رهبر به سخنان نخست‌وزیر اسرائیل  بنیامین نتانیاهو پاسخ داده بودند. 

### واکنش‌های بین‌المللی
فراتر از خاورمیانه، ابتکار صلح عربی مورد تمجید روسای کشورهای سراسر جهان، سازمان‌های بین‌المللی و شمار بسیاری از مفسران سیاسی متخصص در مناقشه اسرائیل و فلسطین قرار گرفته است.
بان کی‌مون، دبیر کل سازمان ملل متحد حمایت خود را از این طرح را چندین بار بیان کرده بود. وی در سخنرانی خود در اجلاس سران اتحادیه کشورهای عربی در ۲۸ مارس ۲۰۰۷ گفت:
ابتکار صلح عرب یکی از ارکان فرآیند صلح است. این ابتکار که در نقشه راه مورد تأیید قرار گرفته، پیام روشنی ارسال می‌کند که جهان عرب نیز خواهان صلح است. زمانی که در اسرائیل بودم، از دوستان اسرائیلی‌ام خواستم تا با نگاهی تازه به ابتکار صلح عرب بنگرند. اکنون در ریاض، از شما دوستان عربم می‌خواهم از این اجلاس برای تأکید بر تعهد خود به این ابتکار استفاده کنید. ... در عین حال، چهارگانه (گروه چهاری) دوباره انرژی گرفته و ابتکار صلح عرب راهی جدید برای پیشرفت در منطقه پیشنهاد می‌دهد.
ابتکار صلح عربی در ۳۰ آوریل ۲۰۰۳ توسط گروه چهارجانبه درباره خاورمیانه تأیید شد و آن را برای نقشه راه برای صلح مهم تشخیص داده بود. بیانیه مشترکی که توسط گروه چهارجانبه در ۳۰ می ۲۰۰۷ صادر شد، بیان می‌کند که:
چهارگانه (گروه چهاری) از تأیید مجدد ابتکار صلح عرب استقبال کرد و خاطرنشان ساخت که این ابتکار در نقشه راه به عنوان یک عنصر حیاتی از تلاش‌های بین‌المللی برای پیشبرد صلح منطقه‌ای شناخته شده است. ابتکار صلح عرب افق سیاسی مطلوبی را برای اسرائیل فراهم می‌آورد که تلاش‌های چهارگانه و خود طرفین را برای دستیابی به صلحی جامع، عادلانه و پایدار تکمیل می‌کند. چهارگانه همچنین به ملاقات مثبت خود با اعضای اتحادیه عرب در شرم‌الشیک در تاریخ ۴ مه اشاره کرد و به ادامه تعامل با کشورهای عربی ابراز امیدواری کرد. این نهاد از قصد اتحادیه عرب برای تعامل با اسرائیل در مورد این ابتکار و همچنین از استقبال اسرائیل نسبت به چنین تعاملی استقبال کرد.
گوردون براون نخست وزیر بریتانیا نیز در یک کنفرانس مطبوعاتی که در ۱۵ دسامبر ۲۰۰۸ در مجمع تجاری لندن برای تجارت و سرمایه‌گذاری در فلسطین در خیابان داونینگ برگزار شده بود از این ابتکار حمایت کرد. نخست وزیر گفت:
فکر می‌کنم مهم است که به رسمیت بشناسیم که ابتکار صلح عرب، که ۲۲ کشور عرب از رئیس‌جمهور منتخب اوباما خواسته‌اند تا تحقق یک طرح جامع را در اولویت قرار دهد، یک پیشرفت بسیار مهم است. این ۲۲ کشور عرب از پیشرفتی حمایت می‌کنند که به نظر آن‌ها می‌تواند به سرعت اتفاق بیفتد. آن‌ها از ریاست‌جمهوری جدید در آمریکا خواسته‌اند که این موضوع را به عنوان یک اولویت فوری در نظر بگیرد، و ما نیز به شدت با این نظر موافقیم و تمام تلاش خود را برای ترویج این ابتکار انجام خواهیم داد.
در ۲۴ نوامبر ۲۰۰۸ دیوید میلیبند وزیر امور خارجه بریتانیا حمایت خود را در سخنرانیش در مرکز مطالعات و تحقیقات استراتژیک امارات در ابوظبی تکرار کرد:
وقتی که ابتکار صلح عرب در سال ۲۰۰۲ معرفی شد، به سادگی توجهی که شایسته آن بود را دریافت نکرد. این ابتکار – و هنوز هم هست – یکی از مهم‌ترین و امیدوارکننده‌ترین تحولات از زمان آغاز درگیری است. باور من این است که زمان آن فرا رسیده که بر این ابتکار بنا کنیم و اطمینان حاصل کنیم که رهبران عرب بخشی از یک فرآیند صلح جامع جدید هستند – شرکت‌کنندگان فعال با منافع و مسئولیت‌ها، نه جایگزینی برای مذاکره‌کنندگان اسرائیلی و فلسطینی، اما نه تماشاگران غیر فعال نیز.

تمامی ۵۷ کشور عضو سازمان همکاری اسلامی (سازمان کنفرانس اسلامی سابق) حمایت خود را از ابتکار صلح عربی اعلام کرده‌اند. اعضای سازمان تقریباً در هر جلسه خود از جمله سی و سومین اجلاس کنفرانس اسلامی وزرای امور خارجه نشست هماهنگی حقوق، آزادی‌ها و عدالت که در ۱۹ تا ۲۱ ژوئن برگزار شد، مجدداً حمایت خود را در باکو، آذربایجان تأیید کرد. 
آیپک با این ابتکار مخالفت کرد و آن را یک «اولتیماتوم» معرفی کرد. 

### حمایت تحلیلگران خاورمیانه
تعداد زیادی از مفسران برجسته در مورد مسائل خاورمیانه نیز از ابتکار حمایت کرده‌اند. در ۹ آوریل ۲۰۰۷، نوام چامسکی اندکی پس از تصویب مجدد بیانیه بیروت توسط اتحادیه کشورهای عربی فکرهای خویش را به این شکل بیان کرد:
طرح اتحادیه عرب فراتر از نسخه‌های قبلی توافق بین‌المللی است زیرا خواستار عادی‌سازی کامل روابط با اسرائیل است. اکنون، ایالات متحده و اسرائیل نمی‌توانند به سادگی آن را نادیده بگیرند، زیرا روابط ایالات متحده با عربستان سعودی بسیار شکننده است و به خاطر پیامدهای فاجعه‌بار حمله به عراق (و نگرانی‌های بزرگ منطقه‌ای مبنی بر اینکه ایالات متحده ممکن است به ایران حمله کند، که در منطقه بسیار مورد مخالفت است، به جز اسرائیل). بنابراین ایالات متحده و اسرائیل تا حدی از رد یک‌جانبه افراطی خود فاصله گرفته‌اند، حداقل در لحن، هرچند نه در محتوا.
کمی پیش از این که اعلامیه بیروت توسط اتحادیه عرب در سال ۲۰۰۷ تصویب شود، توماس فریدمن در نیویورک تایمز نوشت:
آنچه که گفت‌وگوهای مرده اسرائیلی-فلسطینی امروز به شدت به آن نیاز دارند، یک پیشرفت عاطفی است. یک اعلامیه عربی دیگر که فقط ابتکار عبدالله را تأیید کند، کافی نخواهد بود. اگر پادشاه عبدالله می‌خواهد رهبری کند – و او نیز اعتبار و اعتبار لازم برای این کار را دارد – باید از اجلاس ریاض به اورشلیم پرواز کند و این پیشنهاد را شخصاً به مردم اسرائیل ارائه دهد. این همان کاری است که انور سادات از مصر زمانی که به موفقیت رسید، انجام داد. اگر پادشاه عبدالله نیز همین کار را انجام دهد، می‌تواند این درگیری را یک‌بار برای همیشه پایان دهد.
من متواضعانه پیشنهاد می‌کنم که پادشاه سعودی چهار توقف داشته باشد. اولین توقف او باید در مسجد الاقصی در شرق اورشلیم، سومین مکان مقدس در اسلام باشد. در آنجا، او، که حافظ مکه و مدینه است، می‌تواند با دعا در مسجد الاقصی ادعای مسلمانان نسبت به شرق عربی اورشلیم را تأیید کند.
پس از آن، او می‌تواند به رام‌الله سفر کند و در پارلمان فلسطینی صحبت کند و روشن کند که ابتکار عبدالله هدفش این است که به فلسطینی‌ها اهرم لازم برای ارائه صلح به اسرائیل با کل جهان عرب در ازای خروج کامل را بدهد. و او ممکن است اضافه کند که هر توافقی که فلسطینی‌ها با اسرائیل در مورد بازگشت پناهندگان یا تبادل اراضی انجام دهند – به طوری که برخی از شهرک‌ها ممکن است در کرانه باختری باقی بمانند در ازای اینکه فلسطینی‌ها بخش‌هایی از اسرائیل را دریافت کنند – جهان عرب از آن حمایت خواهد کرد.

از آنجا، پادشاه عبدالله می‌تواند با هلی‌کوپتر به یادبود یاد و شم (یادبود شش میلیون یهودی کشته‌شده در هولوکاست) برود. یک بازدید از آنجا توافق را با اسرائیلی‌ها نهایی می‌کند و تأیید می‌کند که جهان اسلام انکار هولوکاست توسط ایران را رد می‌کند. سپس او می‌تواند به پارلمان اسرائیل برود و ابتکار صلح خود را به‌طور رسمی ارائه دهد.
در ۲۱ نوامبر ۲۰۰۸، برنت اسکوکرافت و زبیگنیو برژینسکی در مقاله‌ای در واشنگتن پست نوشتند که از بخش‌های کلیدی ابتکار حمایت می‌کنند و افزون بر آن شرایطی را اضافه کردند که تاکنون توسط کشورهای عربی حمایت‌کننده آن رد شده است.  در این نوشته بیان شده است:
عناصر اصلی یک توافق به‌خوبی شناخته شده‌اند. یک عنصر کلیدی در هر ابتکار جدید باید این باشد که رئیس‌جمهور ایالات متحده به‌طور علنی اعلام کند که به‌نظر این کشور، پارامترهای اساسی یک صلح عادلانه و پایدار باید چه باشند. این پارامترها باید شامل چهار عنصر اصلی باشد: مرزهای ۱۹۶۷، با اصلاحات کوچک، متقابل و توافق‌شده؛ جبران خسارت به‌جای حق بازگشت برای پناهندگان فلسطینی؛ اورشلیم به عنوان خانه واقعی دو پایتخت؛ و یک دولت فلسطینی غیرنظامی. ممکن است نیاز به چیزی بیشتر باشد تا به نگرانی‌های امنیتی اسرائیل درباره واگذاری سرزمین به یک دولت فلسطینی که قادر به تأمین امنیت اسرائیل در برابر فعالیت‌های تروریستی نیست، رسیدگی شود. این مشکل می‌تواند با استقرار یک نیروی حافظ صلح بین‌المللی، مانند نیرویی از ناتو، حل شود که نه تنها می‌تواند امنیت اسرائیل را جایگزین کند، بلکه نیروهای فلسطینی را برای مؤثر بودن آموزش دهد.
هنری زیگمن، عضو ارشد سابق و مدیر پروژه آمریکا و خاورمیانه (USMEP) در شورای روابط خارجی و مدیر اجرایی سابق کنگره یهودیان آمریکا در ۲۶ آوریل ۲۰۰۷ در فایننشال تایمز نوشت:
نشست اتحادیه عرب در قاهره دیروز در استقبال از اسرائیل بی‌سابقه بود و پیشنهاد ملاقات با نمایندگان اسرائیل برای روشن‌سازی ابتکار صلحی را که اتحادیه در نشست خود در ریاض در ۲۸ مارس دوباره تأیید کرده بود، ارائه داد. این دو رویداد تغییر کامل پارادایمی را که برای مدت طولانی تعریف‌گر درگیری اسرائیل-عرب بوده است، نشان می‌دهند. پاسخ اسرائیل به این تغییر عظیم در روانشناسی و سیاست عرب‌ها بدتر از رد بود: آن‌ها به‌طور کامل بی‌تفاوت بودند، انگار که این تغییر ۱۸۰ درجه‌ای در تفکر عرب‌ها برای اسرائیل و آینده‌اش در منطقه هیچ معنایی ندارد. اهود اولمرت، نخست‌وزیر، و دولتش به‌طور انعکاسی هر پیشنهاد صلح عربی، چه از عربستان سعودی، سوریه، اتحادیه عرب یا محمود عباس، رئیس‌جمهور فلسطین، را رد کرده‌اند. سیاست‌های آریل شارون و آقای اولمرت در هفت سال گذشته، پارادایمی جدید را شکل داده است که در آن اسرائیل طرفی است که رد می‌کند. «سه نه» خارطوم با «سه نه» اورشلیم جایگزین شده‌اند: هیچ مذاکره‌ای با سوریه، هیچ‌گونه پذیرش ابتکار عربی و، به‌ویژه، هیچ گفت‌وگویی با فلسطینی‌ها.
ایان بلک ، سردبیر خاورمیانه گاردین ، در ۱۸ اکتبر ۲۰۰۸ نوشت:
زمینه مشترکی وجود داشت که بخشی از مشکل این است که ابتکار عربی تحت تأثیر بدترین حادثه انتفاضه دوم قرار گرفت - زمانی که یک بمب‌گذار انتحاری فلسطینی ۳۰ اسرائیلی را در حین خوردن غذای عید پسح در آستانه اجلاس بیروت کشت - و اسرائیل بیشتر کرانه باختری را دوباره اشغال کرد. این طرح زمانی سرخط خبرها شد که دوباره تحت حمایت سعودی‌ها در اجلاس عربی ریاض در سال گذشته تأیید شد. اما به‌دلیل اعتراضات اسرائیل، این طرح در هنگام برگزاری کنفرانس آناپولیس چند ماه بعد به‌طور کلی مطرح نشد. هدف آناپولیس برای توافق اسرائیلی-فلسطینی تا پایان دوره ریاست‌جمهوری بوش به نظر یک شوخی بد می‌رسد.

جهل بخشی از مشکل است. همانطور که کسی با شوخی گفت: می‌توانید یک اسرائیلی در یک سن خاص را ساعت ۳ صبح بیدار کنید، کلمه "خارطوم" را بگویید و او فوراً اجلاس عربی پس از جنگ ۱۹۶۷ در پایتخت سودان را که سه "نه" معروف را تولید کرد – نه صلح، نه شناسایی، نه مذاکرات با اسرائیل – شناسایی خواهد کرد (که اجماع عربی را تعیین کرد، که تنها توسط مصر در ۲۰ سال بعد شکسته شد). اما طرح سعودی، که دقیقاً برعکس آن را می‌گوید، همچنان احتمالاً در هر زمان منجر به خیره شدن به ته‌مانده‌ها خواهد شد. اهود اولمرت، نخست‌وزیر وقت اسرائیل، ابتکار عربی را به‌عنوان یک دیکتاتوری غیرقابل مذاکره تحریف کرد و ادعا کرد که این طرح نیاز به بازگشت میلیون‌ها پناهنده فلسطینی دارد – یک خط قرمز برای هر دولت اسرائیلی – در حالی که در واقع به‌طور منطقی از رسیدن به "یک راه حل عادلانه" صحبت می‌کند. همچنین این طرح مذاکره درباره تبادل زمین، به عنوان مثال، را پیش نمی‌گیرد، تا فلسطینی‌ها بتوانند سرزمینی دریافت کنند که آن‌ها را برای مناطقی که شهرک‌های اسرائیلی پس از ۱۹۶۷ قابل جابه‌جایی نیستند، جبران کند. 
جاناتان فریدلند، همچنین از گاردین، در ۱۷ دسامبر ۲۰۰۸۰ نوشت:
طرح عربی مشکلاتی دارد. از یک سو، هیچ دیپلماسی عمومی برای آن وجود نداشته است و هیچ چهره عمومی برای آن – معادل بازدید تاریخی انور سادات از اسرائیل، که صداقت او را در خواسته‌اش برای صلح ثابت کرد. و چگونه این طرح در عمل کار خواهد کرد؟ [...] با این حال، منطق پشت آن قانع‌کننده است. در حال حاضر، فلسطینی‌ها به اندازه کافی برای ارائه به اسرائیل ندارند تا فداکاری‌های لازم برای یک توافق صلح ارزشمند باشد. اما توافق با کل جهان عرب، می‌تواند جایزه‌ای باشد که ارزش تلاش برای آن را داشته باشد. و در حالی که رهبری کنونی فلسطین برای انجام مصالحه‌ها، به عنوان مثال، در مورد قدس، بسیار ضعیف است، حمایت متحد عرب می‌تواند تمام پوششی را که فلسطینی‌ها نیاز دارند، به آن‌ها بدهد.

روزی که قرار بود ابتکار صلح عرب در سال ۲۰۰۷ دوباره در اتحادیه عرب تصویب شود دونالد مکینتایر در ایندیپندنت نوشت:
اعلامیه بیروت در حمایت از راه‌حل دو دولتی برای این درگیری، یک تغییر تاریخی را حتی از سوی سخت‌ترین کشورهای عربی به وجود آورد. اما این اعلامیه در اوج خونین انتفاضه صادر شد و مورد بی‌توجهی ایالات متحده قرار گرفت و توسط دولت اسرائیل به رهبری آریل شارون رد شد. اکنون جو بسیار متفاوتی وجود دارد. نه تنها وزیر امور خارجه ایالات متحده، کانده‌لیزا رایس، درباره این ابتکار سخنان گرمی به زبان آورده، بلکه نخست‌وزیر اسرائیل، اهود اولمرت، به‌طور علنی بر مثبت بودن عناصر آن تأکید کرده است. علاوه بر این، ایالات متحده – حداقل در شخص دکتر رایس – به‌طور دیپلماتیک در این درگیری درگیر شده است به گونه‌ای که جانشین او، کالین پاول، هرگز قادر به انجام آن نبوده یا اجازه انجامش را نداشت. پس از چهار بار سفر به اورشلیم و رام‌الله در چهار ماه گذشته، او به‌طور علنی درباره نیاز فلسطینی‌ها به "افق سیاسی" در ازای تضمین امنیت اسرائیل صحبت کرده است.

گروه تحقیقاتی آکسفورد جلسه‌ای را در اکتبر ۲۰۰۸ ترتیب داد که سیاست‌گذاران و تحلیلگران ارشد در آن حضور داشتند تا در مورد ابتکار صلح عربی بحث کنند. گزارشی در نوامبر ۲۰۰۸ به منظور جمع‌بندی یافته‌های جلسه منتشر شد که شامل موارد زیر بود:
ابتکار صلح عربی یک سند شگفت‌انگیز و تاریخی است که به‌طور مؤثری سه "نه" کنفرانس عربی خارطوم در سال ۱۹۶۷ (نه به صلح، نه به شناسایی، نه به مذاکره با اسرائیل) را معکوس می‌کند. این تنها پیشنهاد صلح منطقه‌ای است که ارائه شده و به‌طور گسترده‌ای به‌عنوان "تنها نمایش در شهر" شناخته می‌شود که شامل سه مجموعه مذاکرات دوجانبه (با فلسطینی‌ها، سوریه، لبنان) در یک چارچوب جامع چندجانبه است. این ابتکار به‌تازگی در کنفرانس دمشق در سال ۲۰۰۸ دوباره تأیید شده است. اجماع بر این بود که ابتکار صلح عربی طرحی از توافق را ارائه می‌دهد که به شدت در منافع استراتژیک اسرائیل قرار دارد. به‌عنوان یک توافق که بنیان‌گذاران دولت اسرائیل قطعاً با جسارت خاص خود آن را پذیرفته و با تمام توان با آن مذاکره می‌کردند، دیده می‌شود. شرکت‌کنندگان توافق کردند که هیچ چارچوب دیگری وجود ندارد که بتواند به‌طور مؤثر آینده یک دولت دموکراتیک یهودی را بر روی ۷۸% از فلسطین تحت قیمومت در چارچوبی از شناسایی و همکاری منطقه‌ای تضمین کند.

در ۲۶ مارس ۲۰۱۲ در آستانه دهمین سالگرد ابتکار صلح، آکیوا الدار از روزننامه هاآرتص نوشت که ناکامی اسرائیل در ارائه یک پاسخ مناسب به پیشنهاد اعراب بخشی از «بدترین فرصت از دست رفته» اسرائیل است. 

### حق بازگشت
ابتکار صلح عربی که در اجلاس سران عرب در بیروت در مارس ۲۰۰۲ به تصویب رسید اصولی را برای توافق در مناقشه اسرائیل و اعراب ارائه کرد و به مشکل پناهندگان فلسطینی اشاره کرد. بخش مربوطه در تصمیمات خود در این مورد مقرر داشته است: «باید توافق کرد که راه حلی عادلانه و مورد موافقت برای مشکل آوارگان فلسطینی مطابق با قطعنامه ۱۹۴ پیدا شود» و «رد همه اشکال بازگشت فلسطینی‌ها که با شرایط ویژه کشورهای میزبان عرب در تضاد است.» 
مرکز روابط عمومی اورشلیم می گوید که با رد کردن «حق بازگشت به میهن» (توطین به عربی) یا اسکان مجدد پناهندگان در هر کشور عربی، ابتکار صلح عربی اساساً هر پناهنده‌ای را مجبور می‌کند که تنها گزینه‌اش رفتن به خود اسرائیل باشد. به گفته همین مرکز، کشورهای عربی در این مورد در بیانیه نهایی که همراه با ابتکارشان صادر شده، زبان صریح‌تری استفاده کرده‌اند و این ابتکار هر گونه راه حلی را که شامل "اسکان مجدد فلسطینی‌ها خارج از خانه‌هایشان" باشد، رد کرده است. به نظر مرکز امور عمومی اورشلیم، این بدان معناست که ابتکار صلح عربی با نگه‌داشتن هر گونه جمعیت پناهنده فلسطینی در لبنان، سوریه یا اردن مخالف است؛ همچنین تصور نمی‌کند که پناهندگان فلسطینی در یک دولت فلسطینی در کرانه باختری و غزه اسکان مجدد یابند.

## وضعیت فعلی
اردن و مصر به‌عنوان نمایندگان اتحادیه عرب برای دیدار با رهبران اسرائیل و ترویج ابتکار انتخاب شدند. این کشورها به‌خاطر این انتخاب شدند که مصر و اردن تنها کشورهای عربی هستند که روابط دیپلماتیک با اسرائیل دارند. وزیر امور خارجه اردن عبدالله خطیب وزیر امور خارجه اردن و احمد ابوالغیط وزیر امور خارجه مصر با ایهود اولمرت نخست وزیر سابق اسرائیل، تزیپی لیونی وزیر امور خارجه و ایهود باراک وزیر دفاع در ۲۵ ژوئیه ۲۰۰۷ در اورشلیم دیدار کردند که برای نخستین بار بود که اسرائیل با یک مقام رسمی از اتحادیه عرب را پذیرفت.     
اتحادیه عرب همچنین نامه‌ای رسمی به اوباما رئیس جمهور منتخب فرستاد که توسط شاهزاده سعود الفیصل وزیر خارجه عربستان امضا و از طریق یک دستیار به اوباما تحویل داده شد. سخنگوی اتحادیه عرب توضیح داد:
این نامه موضع ما را در مورد این درگیری توضیح می‌دهد و بر روی پیشنهاد صلح عربی تمرکز دارد. این یک دولت جدید است. مهم است که ما پیگیری کنیم و این دولت مسئولیت‌های خود را بر عهده بگیرد. دولت جدید ممکن است مشغول مسائل دیگری باشد، اما ما معتقدیم که تمرکز بر روی درگیری عربی-اسرائیلی اهمیت زیادی دارد.

در نوامبر ۲۰۰۸ ساندی تایمز گزارش داد که باراک اوباما رئیس جمهور منتخب ایالات متحده، قصد دارد از این طرح حمایت کند و به محمود عباس در جریان سفر ژوئیه ۲۰۰۸ خود به خاورمیانه گفت: «اسرائیلی ها دیوانه خواهند بود که این طرح را نپذیرند. صلح را با جهان اسلام از اندونزی تا مراکش به آنها بدهید."  اوباما پس از اینکه رئیس‌جمهور شد به العربیه گفت: «شاید با برخی جنبه‌های این پیشنهاد موافق نباشم ولی نیاز به شجاعت زیادی داشت... که چیزی به این اندازه مهم مطرح شود.» 
جورج میچل فرستاده ویژه ایالات متحده در خاورمیانه، در مارس ۲۰۰۹ اعلام کرد که دولت اوباما قصد دارد این ابتکار را در سیاست خاورمیانه‌ای خود "ادغام" کند. 
همچنین در مارس ۲۰۰۹ گزارش شده بود که وزارت امور خارجه ایالات متحده در حال آماده‌سازی طرحی برای بازاریابی ابتکار عمل به اسرائیلی‌ها است و سندی را منتشر خواهد کرد که به نکات مثبتی که کشورهای عربی تحت این ابتکار عمل توافق کرده‌اند، اشاره می‌کند. این گزارش مشخص کرد که هدف این است که "ابتکار صلح عربی را به جزئیات آن تقسیم کنیم و آن را به عنوان یک چارچوب صرفاً نظری رها نکنیم."
در ۶ مه ۲۰۰۹ روزنامه عربی‌زبان القدس العربی لندن گزارش داد که بنا به درخواست رئیس جمهور ایالات متحده باراک اوباما، اتحادیه عرب در حال حاضر در حال تجدید نظر در ابتکار عمل است تا اسرائیل را به پذیرش آن تشویق کند. برای موافقت با آن بازنگری‌های جدید شامل غیرنظامی‌کردن دولت آینده فلسطین و همچنین سلب حق بازگشت فلسطینیان به اسرائیل است. بر اساس این اصلاحات بخشی از آوارگان به کشور آینده فلسطین منتقل می‌شوند و بقیه در سایر کشورهای عربی تابعیت خواهند شد. 
در ۳۰ آوریل ۲۰۱۳ اتحادیه عرب مجدداً ابتکار صلح عربی را با شرایط به‌روزشده تأیید کرد که توافقنامه صلح اسرائیل و فلسطین باید بر اساس راه‌حل دو کشور بر اساس مرزهای ۴ ژوئن ۱۹۶۷ باشد و امکان مبادله‌های زمینی جزئی بین سرزمین‌های با ارزش برابر و مورد توافق دوجانبه بین اسرائیل و فلسطین در آن وجود داشت. 
فلسطین‌ ها از توافق صلح اسرائیل-امارات متحده عربی و توافق عادی‌سازی روابط بحرین-اسرائیل که در سپتامبر ۲۰۲۰ امضا شد انتقاد کرده‌اند. زیرا می‌ترسند این اقدامات باعث تضعیف طرح صلح عربی شود و اقدام امارات متحده عربی را «خیانت» تلقی کنند. 

## همچنین ببینید
- صدای مردم (فلسطین)
- چاره دوکشوری

## مراجع
1. 1 2  Time to Test the Arab Peace Offer. By Scott MacLeod. Time. January 8, 2009.
2. 1 2 3 4 5  الگو:"'Passover massacre' at Israeli hotel kills 19" بایگانی‌شده  در آوریل ۴, ۲۰۰۸ توسط Wayback Machine. CNN. March 27, 2002.
3. ↑  "Support for the Saudi Initiative". The New York Times. 2002-02-28. Archived from the original on November 11, 2016. Retrieved 2016-06-24.
4. ↑  Stern, Yoav (November 22, 2008). "Abbas calls on Obama to enact Arab peace plan as soon as he takes office" بایگانی‌شده  در دسامبر ۲۵, ۲۰۰۸ توسط Wayback Machine. Haaretz. Associated Press.
5. 1 2 3  "Hamas' al-Zahar: Arab peace initiative impractical" بایگانی‌شده  در ژوئیه ۲۰, ۲۰۰۸ توسط Wayback Machine. Ynet News. Associated Press. June 1, 2006.
6. 1 2  "Arabs offer Israel peace plan". BBC News. 2002-03-28. Archived from the original on December 14, 2006. Retrieved 2013-04-17.
7. ↑  Hoffman, Gil (March 4, 2002). "Sharon warns Saudi plan may be Arab plot". The Jerusalem Post. Archived from the original on February 3, 2004. Retrieved October 1, 2011.
8. 1 2  "Netanyahu backs 'general idea' behind Arab Peace Initiative". Times of Israel. 2015-05-28. Archived from the original on May 30, 2015. Retrieved 2015-05-30.
9. 1 2  "Netanyahu: Israel Will Never Accept Arab Peace Initiative as Basis for Talks With Palestinians". Haaretz. Archived from the original on February 1, 2023. Retrieved May 8, 2023.
10. 1 2 3 4 5 6  Arab leaders stay away from peace summit بایگانی‌شده  در دسامبر ۵, ۲۰۰۷ توسط Wayback Machine. Lateline. Australian Broadcasting Corporation. Program originally broadcast March 27, 2002.
11. 1 2 3  Latest suicide attack overshadows Arab summit بایگانی‌شده  در دسامبر ۵, ۲۰۰۷ توسط Wayback Machine. Lateline. Australian Broadcasting Corporation. Program originally broadcast March 28, 2002.
12. 1 2  "Scepticism over possible peace plan" بایگانی‌شده  در دسامبر ۵, ۲۰۰۷ توسط Wayback Machine. Lateline. Australian Broadcasting Corporation. Program originally broadcast March 27, 2002.
13. ↑  Israeli and Palestinian Public Opinion بایگانی‌شده  در ژانویه ۱۵, ۲۰۱۴ توسط Wayback Machine. The News Hour with Jim Lehrer. March 14, 2002.
14. 1 2 3 4  Eldar, Akiva (March 6, 2007). "What Arab initiative?" بایگانی‌شده  در اکتبر ۱۳, ۲۰۰۸ توسط Wayback Machine. Haaretz.
15. 1 2  "Text: Beirut Declaration". BBC News. March 28, 2002. Archived from the original on June 11, 2007. Retrieved January 12, 2009.
16. ↑  "Mideast turmoil: In words of Saudi Prince, peace requires two equal parties". The New York Times. March 27, 2002. Archived from the original on May 27, 2015. Retrieved October 13, 2023.
17. 1 2 3  Summit Prospects بایگانی‌شده  در اکتبر ۲۷, ۲۰۱۳ توسط Wayback Machine. The News Hour with Jim Lehrer. Originally broadcast March 27, 2002.
18. ↑  What's Next بایگانی‌شده  در ژانویه ۱۵, ۲۰۱۴ توسط Wayback Machine. The News Hour with Jim Lehrer. Originally broadcast March 28, 2002.
19. 1 2  Israel Considers Response to 'Passover Massacre' بایگانی‌شده  در سپتامبر ۱۳, ۲۰۰۸ توسط Wayback Machine. Voice of America. March 28, 2008.
20. 1 2  الگو:"'What's Next?' – Background Reporting" بایگانی‌شده  در نوامبر ۱۱, ۲۰۱۳ توسط Wayback Machine. The News Hour with Jim Lehrer. March 28, 2002.
21. 1 2  "Resolution 1402 (2002)" (PDF) (Press release). United Nations Security Council. March 30, 2002. Retrieved January 4, 2009.
22. 1 2 3 4 5 6  Arab leaders relaunch peace plan بایگانی‌شده  در دسامبر ۱۹, ۲۰۰۸ توسط Wayback Machine. BBC News. March 28, 2007.
23. 1 2 3 4 5 6 7 8 9 10  Avi Issacharoff (March 29, 2007). "Arab states unanimously approve Saudi peace initiative". Haaretz. Archived from the original on December 21, 2007.
24. 1 2 3  Issacharoff, Avi (March 27, 2007). "PA: Arabs should call on Israel to accept Saudi plan unchanged" بایگانی‌شده  در دسامبر ۱۱, ۲۰۰۷ توسط Wayback Machine. Haaretz.
25. ↑  "The Arab Peace Initiative" بایگانی‌شده  در ژانویه ۷, ۲۰۰۸ توسط Wayback Machine. Jordanian Embassy to the United States. Retrieved January 30, 2009.
26. ↑  "Bush Praises Saudi Proposal for Arab Relations With Israel". The New York Times. February 26, 2002. Archived from the original on August 13, 2016. Retrieved February 5, 2017.
27. ↑  "Obama tells Al Arabiya peace talks should resume" (Press release). January 27, 2009. Archived from the original on February 10, 2010. Retrieved January 28, 2009.
28. 1 2  Ravid, Barak (April 5, 2009). "U.S. envoy: Arab peace initiative will be part of Obama policy". Haaretz. Archived from the original on April 7, 2009. Retrieved April 6, 2009.
29. 1 2  "Israel to offer counterproposal to Arab peace initiative, Peres says" بایگانی‌شده  در فوریه ۲۶, ۲۰۰۹ توسط Wayback Machine. USA Today. May 20, 2007.
30. 1 2 3 4  Barak: Israel mulls Saudi peace plan بایگانی‌شده  در فوریه ۲۶, ۲۰۰۹ توسط Wayback Machine. USA Today. October 19, 2008.
31. ↑  "The United States Seeks to Revive the Arab Peace Initiative in Effort to Jumpstart Israeli-Palestinian Talks". May 23, 2013. Archived from the original on February 2, 2023. Retrieved May 8, 2023.
32. 1 2 3  Poll: Most Israelis oppose Arab peace plan. By Tovah Lazaroff. The Jerusalem Post. December 16, 2008.
33. 1 2  «Palestinians, Israelis at Odds Over Saudi Plan | Angus Reid Public Op…». archive.ph. ۲۰۱۲-۰۷-۱۸. بایگانی‌شده از اصلی در ۸ دسامبر ۲۰۱۱. دریافت‌شده در ۲۰۲۵-۰۳-۱۵.
34. ↑  "Netanyahu backs 'general idea' behind Arab Peace Initiative". The Times of Israel. Archived from the original on May 30, 2015. Retrieved May 30, 2015.
35. 1 2  Jordanian, Egyptian FMs: This is a time of opportunity. Ynet News. July 25, 2007.
36. ↑  Ahren, Raphael. "Netanyahu Backs 'General Idea' Behind Arab Peace Initiative". Times of Israel. Archived from the original on May 30, 2015. Retrieved 5 May 2016.
37. ↑  Response of FM Peres to the decisions of the Arab Summit in Beirut بایگانی‌شده  در اوت ۲۷, ۲۰۰۷ توسط Wayback Machine. Israel Ministry of Foreign Affairs. March 28, 2002.
38. ↑  Shamir, Shlomo (November 12, 2008). "Peres: Arab peace plan – a serious opening for real progress". Archived from the original on December 25, 2008. Retrieved January 14, 2009.
39. ↑  "Peres to AIPAC: Netanyahu wants to make history by forging peace" بایگانی‌شده  در مه ۶, ۲۰۰۹ توسط Wayback Machine. Haaretz. May 4, 2009.
40. ↑  "After Lieberman remarks, Barak reiterates value of regional peace plan" بایگانی‌شده  در ژانویه ۶, ۲۰۱۰ توسط Wayback Machine. Haaretz. April 22, 2009.
41. ↑  Keinon, Herb; Horovitz, David (March 30, 2007). "Olmert: 'Not one refugee can return'". The Jerusalem Post. Archived from the original on November 28, 2020. Retrieved January 14, 2009.
42. ↑  "Arab Peace Initiative: A Primer and Future Prospects" بایگانی‌شده  در مه ۲۱, ۲۰۰۹ توسط Wayback Machine. Joshua Teitelbaum. Jerusalem: Jerusalem Center for Public Affairs.
43. ↑  PSR – Survey Research Unit: Public Opinion Poll # 31 بایگانی‌شده  در آوریل ۳, ۲۰۰۹ توسط Wayback Machine. March 7, 2009. Retrieved April 8, 2009.
44. 1 2  Arab peace plan ads in Israeli papers. The Brunei Times. November 21, 2008.
45. 1 2  "Saudi former intel chief slams Palestinian's criticism of UAE-Israel deal". The Jerusalem Post | JPost.com. Archived from the original on October 6, 2020. Retrieved October 6, 2020.
46. ↑  "Palestine recalls its ambassador to Bahrain". Palestine recalls its ambassador to Bahrain. Archived from the original on November 29, 2020. Retrieved October 6, 2020.
47. 1 2  Jeremy Bowen (April 15, 2008). "Searching for a solution in Gaza". BBC. Archived from the original on July 25, 2020. Retrieved July 25, 2020.
48. 1 2  Abbas, Hamas agree on national coalition govt. Xinhua News Agency. September 12, 2006.
49. 1 2  Dekel, Udi (2017). "Hamas's New Statement of Principles: A Political Opportunity for Israel?". Institute for National Security Studies. Retrieved 2023-11-04 – via JSTOR.
50. 1 2  Hamas would accept Saudi peace plan, spokesman says بایگانی‌شده  در مه ۱, ۲۰۰۸ توسط Wayback Machine. The San Francisco Chronicle. April 28, 2002.
51. ↑  Haneya Reiterates Hamas Rejection to Arab Peace Initiative بایگانی‌شده  در اکتبر ۲۵, ۲۰۱۰ توسط Wayback Machine. Xinhua News Agency. October 9, 2006.
52. ↑  Al-Zahar: We'll never recognize Israel بایگانی‌شده  در فوریه ۱۷, ۲۰۰۷ توسط Wayback Machine. By Roee Nahmias. Ynet News. October 12, 2006.
53. ↑  "Q&A with Hamas leader Khaled Meshaal". Reuters. Archived from the original on July 25, 2020. Retrieved July 25, 2020.
54. ↑  "Hard Questions, Tough Answer with Yossi Alpher". November 24, 2008. Archived from the original on July 4, 2020. Retrieved July 25, 2020.
55. ↑  With Obama Support, Arab Peace Plan Just Might Work بایگانی‌شده  در ژوئن ۸, ۲۰۱۱ توسط Wayback Machine. The Khaleej Times. December 26, 2008
56. ↑  al-Faisal, Turki. "A Path to Middle East Peace". The Washington Post. Archived from the original on November 7, 2012. Retrieved June 16, 2009.
57. ↑  Muasher, Marwan (August 19, 2008). "The initiative still stands". Haaretz. Archived from the original on February 11, 2009. Retrieved January 4, 2009.
58. ↑  "Archived copy". Archived from the original on April 21, 2012. Retrieved 2009-01-05.{{cite web}}:  نگهداری یادکرد:عنوان آرشیو به جای عنوان (link)
59. ↑  Stern, Yoav (October 28, 2008). "Morocco king's Jewish aide urges Israel to adopt Saudi peace plan". Haaretz. Archived from the original on June 6, 2011. Retrieved January 31, 2011.
60. ↑  "Hizbullah rejects calls for peace with Israel, urges resistance". The Daily Star. February 7, 2009. Archived from the original on February 9, 2009. Retrieved June 16, 2009.
61. ↑  Muhammad Yamany; Chen Gongzheng (June 15, 2009). "Netanyahu's speech vexes Arabs". Xinhua News Agency. Archived from the original on June 16, 2009. Retrieved June 16, 2009.
62. ↑  "Secretary-General Ban Ki-moon's address to the League of Arab States in Riyadh" (Press release). March 28, 2007. Archived from the original on October 1, 2016. Retrieved January 4, 2009.
63. ↑  "Joint Statement of the Quartet" (Press release). US Department of State. May 30, 2007. Archived from the original on March 20, 2009. Retrieved April 4, 2009.
64. ↑  "Press conference with PM and Salam Fayyad, Palestinian PM" (Press release). Number 10. December 15, 2008. Archived from the original on June 16, 2012. Retrieved April 4, 2009.
65. ↑  "Partnership in the Middle East, with the Middle East" (Press release). November 24, 2008. Archived from the original on December 28, 2012. Retrieved January 4, 2009.
66. ↑  "The 33-rd Session of the Islamic Conference of Foreign Ministers in Baku". Archived from the original on November 6, 2008. Retrieved 2009-01-05.
67. ↑  "The Arab Initiative: Offer for Peace or Ultimatum?" بایگانی‌شده  در فوریه ۲۵, ۲۰۰۹ توسط Wayback Machine. (Press release) American Israel Public Affairs Committee. April 2, 2007.
68. ↑  "Arab Peace Initiative" (Press release). April 9, 2007. Archived from the original on April 16, 2013. Retrieved January 4, 2009.
69. ↑  Friedman, Thomas L. (March 23, 2007). "Abdullah's Chance". The New York Times (Press release). Archived from the original on March 8, 2021. Retrieved January 4, 2009.
70. ↑  Scowcroft, Brent; Brzezinski, Zbigniew (November 21, 2008). "Middle East Priorities for Jan. 21". The Washington Post (Press release). Archived from the original on February 9, 2011. Retrieved April 4, 2009.
71. ↑  "Peace is blocked by the Three Nos of Jerusalem" (Press release). April 26, 2007. Archived from the original on July 31, 2012. Retrieved January 4, 2009.
72. ↑  "Time to resurrect the Arab peace plan". The Guardian. October 18, 2008. Archived from the original on September 3, 2013. Retrieved January 4, 2009.
73. ↑  Freedland, Jonathan (December 17, 2008). "An accord with the entire Arab world would be a prize worth Israel's effort". The Guardian. Archived from the original on September 5, 2013. Retrieved December 17, 2008.
74. ↑  Macintyre, Donald (March 28, 2007). "Some reasons for hope in the Middle East". The Independent. Archived from the original on May 30, 2008. Retrieved January 4, 2009.
75. ↑  "The Arab Peace Initiative: Why Now?" (PDF). Oxford Research Group (Press release). نوامبر 2008. Archived from the original (PDF) on July 29, 2012. Retrieved January 4, 2009.
76. ↑  "The State of Israel's worst missed opportunity" بایگانی‌شده  در مارس ۲۶, ۲۰۱۲ توسط Wayback Machine, Haaretz, March 26, 2012.
77. ↑  http://www.arableagueonline.org/las/arabic/details_ar.jsp?art_id=1777&level_id=202 بایگانی‌شده  در اکتبر ۸, ۲۰۱۰ توسط Wayback Machine
78. 1 2  "Joshua Teitelbaum, The Arab Peace Initiative: A Primer and Future Prospects (Jerusalem: Jerusalem Center for Public Affairs, 2009), pp. 16–17" (PDF). Archived from the original (PDF) on May 21, 2009. Retrieved 2013-04-17.
79. ↑  Lt. Col. (ret.) Jonathan D. Halevi (2010-12-01). "The Palestinian Refugees on the Day After "Independence", Jonathan D. Halevi". Jcpa.org. Archived from the original on December 10, 2010. Retrieved 2013-04-17.
80. ↑  "Officials: Arab League to make first official visit to Israel Thurs". Archived from the original on November 22, 2008. Retrieved 2008-11-22. Haaretz.
81. ↑  "Arab League Envoys Postpone Israel Visit". The Oklahoman. July 10, 2007. Archived from the original on September 26, 2023. Retrieved October 13, 2023.
82. ↑  "A Revealing Spat Between Israel and the Arab League" بایگانی‌شده  در نوامبر ۱۸, ۲۰۰۷ توسط Wayback Machine World Politics Review
83. ↑  "Arabs push Israel for final talks". Al Jazeera. 26 July 2007. Archived from the original on 23 January 2021.
84. ↑  "Israel gets 'historic' Arab visit – Envoys urge action on Palestinian state" United Jerusalem
85. ↑  "Arabs urge Obama to focus on Mideast peace" (Press release). Agence France-Presse. December 11, 2008. Archived from the original on July 31, 2012. Retrieved October 14, 2011.
86. ↑  Mahnaimi, Uzi; Baxter, Sarah (November 16, 2008). "Barack Obama links Israel peace plan to 1967 borders deal". The Sunday Times. London. Archived from the original on February 26, 2009. Retrieved November 16, 2008.
87. ↑  "Obama tells Al Arabiya peace talks should resume". Al Arabiya. January 27, 2009. Archived from the original on February 10, 2010. Retrieved January 27, 2009.
88. ↑  Stern, Yoav (May 6, 2009). "Arabs revising peace plan to win Israel backing for two states". Haaretz. Archived from the original on May 8, 2009. Retrieved May 6, 2009.
89. ↑  "Arab states back land swaps". www.aljazeera.com. Archived from the original on August 9, 2020. Retrieved May 8, 2023.

## لینک های خارجی
- "Official translation submitted to the United Nations of the full text of the Arab Peace Initiative, March 28, 2002". Retrieved January 30, 2024.
- "Version communicated to the media of the full text of the Arab Peace Initiative, March 28, 2002". Archived from the original on October 17, 2008. Retrieved January 5, 2009.
- The Arab Peace Initiative: Why Now?, Gabrielle Rifkind, Oxford Research Group, November, 2008